# Matthé Pronk
Matthé Pronk (født 1. juli 1974) er en hollandsk tidligere professionel cykelrytter.